# Цехув
Цехув (пол. Ciechów, нім. Dietzdorf) — село в Польщі, у гміні Шрода-Шльонська Сьредського повіту Нижньосілезького воєводства.
Населення — 1559 осіб (2011).
У 1975—1998 роках село належало до Вроцлавського воєводства.

## Демографія
Демографічна структура станом на 31 березня 2011 року:
|          | Загалом | Допрацездатний вік | Працездатний вік | Постпрацездатний вік |
| -------- | ------- | ------------------ | ---------------- | -------------------- |
| Чоловіки | 792     | 145                | 576              | 71                   |
| Жінки    | 767     | 123                | 497              | 147                  |
| Разом    | 1559    | 268                | 1073             | 218                  |